# Fokknuten
Fokknuten är en kulle i Antarktis. Den ligger i Östantarktis. Norge gör anspråk på området. Toppen på Fokknuten är 1 358 meter över havet, eller 59 meter över den omgivande terrängen. Bredden vid basen är 2,9 km.
Terrängen runt Fokknuten är lite kuperad. Trakten är obefolkad. Det finns inga samhällen i närheten.